# BadComedian
Pour les articles homonymes, voir Bajenov.
Evgueni Vladimirovitch Bajenov (en alphabet cyrillique russe : Евге́ний Влади́мирович Баже́нов, [ jɪvˈɡʲenʲɪj vlɐˈdʲimʲɪrəvʲɪdʑ bɐˈʐɛnəf] ; né le 24 mai 1991 à Sterlitamak, Bachkirie, RSFSR, URSS), mieux connu sous son surnom Internet BadComedian  ou Evguen BadComedian, (russe : Евге́н BadComedian, [ jɪvˈɡʲen]) est une personnalité russe de YouTube et critique de cinéma. Il figure sur une chaîne YouTube éponyme où la plupart de ses critiques ont été téléchargées.
Bajenov fait des critiques de films russes (et parfois américains, indiens et ukrainiens). Sa première critique a été mise en ligne le 28 mars 2011. Parfois, il met en ligne des critiques positives sur une chaîne distincte appelée EvgenComedian. Il avait l'habitude de collaborer avec CarambaTV. Evgueni critique souvent les films comiques réalisés par Jora Kryjovnikov et sortis par la société Enjoy Movies et les films d'action créés par Alexander Nevsky. En 2015-2017, la série Web BadTrip est sortie, dans laquelle Evgueni Bajenov parcourt différents endroits aux États-Unis liés à des films et séries télévisées célèbres. Ses œuvres sont inspirées des critiques de Nostalgia Critic et The Spoony Experiment. Le surnom "BadComedian" est dérivé du nom de Comedian, un personnage de la bande dessinée et du film Watchmen, tandis que "Bad" implique que Bajenov lui-même considère ses critiques comme sarcastiques plutôt que humoristiques.
Eurosport, RBK et Elle ont qualifié BadComedian de principal critique de cinéma du YouTube russe,,.

## Biographie
Evgueni Bajenov est né le 24 mai 1991 à Sterlitamak, en République du Bachkortostan. À l'âge de 12 ans, il a déménagé à Dedovsk avec ses parents. Il vit actuellement à Nakhabino, une agglomération de type urbain dans l'oblast de Moscou. En 2013, Evgeny est diplômé de l'Université d'État russe du commerce et de l'économie, faculté de commerce et de marketing. Le thème de son mémoire de fin d'études était "Vidéos virales". Au cours de ses études d'août 2012 à septembre 2013, il a travaillé comme rédacteur en chef du condensé de cinq minutes "Vesti. Evénements de la semaine" sur la chaîne Rossiya 24 ", lisez le texte en coulisses
,. La chaîne BadComedian est apparue sur YouTube au moment où Evgueni Bajenov était dans sa troisième année de université.
En 2013—2014 et 2017, Bajenov a donné une tournée de représentations debout. En même temps, il a animé une émission sur le stand-up ProStandUp, qui a été publiée sur le site Web de CarambaTV. BadComedian est apparu dans des rôles de camée dans le film 2016 Vendredi et 2015 Hardcore Henry. Il a été l'un des doubleurs russes de Le Rôle de ma vie, Tusk (2014) et Sausage Party (2016). Grâce à Bajenov, Le Rôle de ma vie est sorti dans le service de distribution de films russe. En remerciement d'avoir aidé à la sortie de Le Rôle de ma vie, le réalisateur du film Zach Braff a offert à Bajenov le rôle de voix du protagoniste du film dans le doublage russe. En 2014, Bazhenov a animé une émission télévisée "Les Héros d'Internet" sur la chaîne de télévision russe Peretz avec Maxim Golopolosov et Ivan Makarevitch.

## Réception

### Réception des avis
Bajenov a déclaré avoir reçu des menaces juridiques de la part de l'acteur Mikhail Galustian ainsi que du réalisateur Maxim Voronkov et de l'acteur et culturiste Alexander Nevsky après avoir publié des critiques de leurs films. Alexandre Nevski a qualifié Bajenov de « haineux », tandis que Mikhail Galustyan a déclaré qu'il « offensait des personnes, violait le droit d'auteur et exprimait des critiques non constructives ». Il existe des exemples de réception positive des critiques par les créateurs et les acteurs des films évalués : le rappeur Basta a salué la critique de son film intitulé Gasholder , et le chanteur Alexeï Vorobiov a aimé la critique de son film Les Trésors Cachés O. K.
Le célèbre traducteur, critique de cinéma et publiciste russe Dmitri "Goblin" Putchkov a commenté les critiques de Bajenov, le qualifiant de "joyeux et intelligent" et notant sa "vision étonnamment profonde de la vie en fonction de son jeune âge". Le critique de cinéma Alex Exler a marqué la croissance de la créativité de BadComedian et a loué son utilisation modérée d'un langage obscène.

### Controverse deCompany of Heroes 2
En 2013, Bajenov a mis en ligne une critique du jeu Company of Heroes 2, où il l'a appelé « un jeu créé par les nazis », car, comme le dit Bajenov, les développeurs de jeux ont déshonoré l'histoire de la Seconde Guerre mondiale, montrant l'URSS sous un angle négatif. vue, tandis que les nazis, en revanche, ont été montrés d'une manière beaucoup plus sympathique. Une critique a provoqué l'arrêt des ventes du jeu en Russie. La version en anglais de sa critique a provoqué de nombreux arguments dans la communauté des joueurs occidentaux. L'incident a été mis en évidence sur Polygon, GameSpot et VideoGamer.com.

### Pirater Des Blogueurs
En 2017, Bazhenov a publié une critique dévastatrice du film Pirater Des Blogueurs, dans laquelle BadComedian a fortement critiqué le travail de Gosfilmofond, une fondation contrôlée par l'État qui a pour objectif déclaré de soutenir le cinéma russe. BadComedian a déclaré que Pirater Des Blogueurs était extrêmement mal fait et a qualifié les dépenses d'argent de Gosfilmofond d'inutiles. Cette controverse a eu un impact dans la presse russe. Le ministre russe de la Culture, Vladimir Medinski, a qualifié le film d'« échec créatif »,, tandis que les dirigeants du Gosfilmofond ont annoncé une enquête sur les dépenses budgétaires. Bazelevs, le studio qui a créé Pirater Des Blogueurs, a qualifié BadComedian de « méchant du cinéma russe ».

### Trois Secondes
Dans la nuit du 31 mai 2018, BadComedian a mis en ligne une critique très négative du long métrage Trois Secondes, qui tournait autour de la finale olympique de basket-ball masculin de 1972. La critique s'est avérée plus longue que le film réel. La cause de son mécontentement était que les créateurs de Trois Secondes ont plagié un autre film dramatique sportif, Miracle (2004), en plus de cela, le film a déformé la véritable histoire du match de basket et les familles des sportifs ont été insultées. Au cours de la nuit, après avoir téléchargé la critique, elle a rassemblé plus d'un million de vues et a même influencé les notes de Trois Secondes : elle a perdu 30 positions dans le Top 250 des meilleurs films de KinoPoisk, puis a complètement disparu de la liste. Une semaine plus tard, Evgueni a mis en ligne une autre vidéo dans laquelle il a répondu à ses critiques et expliqué les actions de ses fans. La vidéo a commencé par le cri de Yuri Kondrachine, le fils du défunt entraîneur de l'équipe de basket-ball soviétique Vladimir Kondrachine (le protagoniste de Trois Secondes), dans lequel il a remercié Bajenov pour « la rebuffade des calomniateurs »,.